# Brooks Brothers
«Brooks Brothers» является одной из старейших марок мужской одежды в США. Основанная в 1818 году как семейный бизнес, в настоящее время эта частная компания принадлежит корпорации Retail Brand Alliance со штаб-квартирой на Мэдисон-авеню в Нью-Йорке. Производит одежду для мужчин, женщин и детей, а также предметы интерьера.

## История
7 апреля 1818 года, в возрасте сорока пяти лет, Генри Брукс открывает «H. & D. H. Brooks & Co.» на пересечении Кэтрин Стрит и Черри Стрит в Манхэттене. Он утверждал, что его руководящим принципом было изготовление одежды из лучших материалов, её продажа по адекватной стоимости, и сотрудничество только с теми людьми, которые ищут и ценят такую одежду. В 1850 году три его сына, Элайша, Даниэль и Джон, унаследовали семейный бизнес и переименовали компанию в «Brooks Brothers».

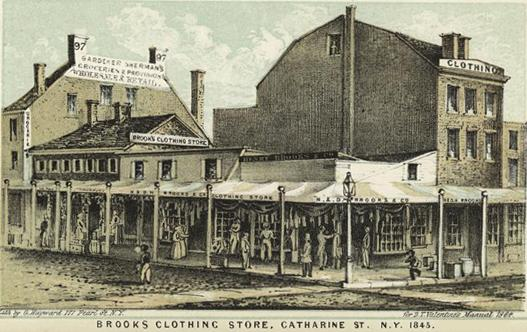
Первый магазин «Brooks Brothers» в Нью-Йорке, 1845

В самом начале своего пути компания «Brooks Brothers» была наиболее известна благодаря пошиву готовых костюмов для американских клиентов. В конце девятнадцатого века портные «Brooks Brothers» шили парадную форму для элитных полков Национальной гвардии в Нью-Йорке, а также военную форму для солдат штата во время гражданской войны. Эти контракты по пошиву униформы немного подпортили репутацию компании, так как качество одежды при массовом пошиве оставляло желать лучшего.
В качестве товарного знака компании в 1850 году был принят символ золотого руна. Подвешенная на ленточке овца уже давно использовалась, как символ английских купцов, торговавших шерстью. Известное ещё с XV века, изображение было эмблемой ордена Рыцарей Золотого Руна, основанном Филиппом Добрым, герцогом Бургундским. В классической греческой мифологии магический летающий баран, или Золотое руно, упоминается в повествовании о Ясоне и аргонавтах.
Последний член семьи Брукс руководил компанией начиная с 1935 года — вплоть до её продажи в 1946 году. В этом году бизнес был приобретен «Julius Garfinckel & Co.». Хотя Уинтроп Брукс оставался в компании, как номинальный глава, директором «Brooks Brothers» стал Джон Вуд. Под руководством Вуда бренд стал более классическим и консервативным.
К 1969 году розничная сеть «Brooks Brothers» насчитывала 10 магазинов — в Манхэттене, Чикаго, Бостоне, Сан-Франциско, Питтсбурге, Лос-Анджелесе, Атланте и Вашингтоне. Сеть являлась неотъемлемой частью корпорации «Garfinckel, Brooks Brothers, Miller & Rhoads, Inc.», которая в 1981 году была приобретена компанией «Allied Stores».
В 1988 году «Brooks Brothers» переходит под покровительство британской компании Marks and Spencer. В 2001 году Marks & Spencer продает компанию гиганту Retail Brand Alliance (RBA), чьим владельцем является итальянский миллиардер Клаудио дель Веккио (сын Леонардо дель Веккио, основателя Luxottica).

### В наши дни
Хотя большинство изделий «Brooks Brothers» шьют за пределами страны, значительная часть костюмов, рубашек и некоторых аксессуаров производятся в США. Костюмы основной линии готовой одежды «1818» изготавливаются на фабрике «Southwick» в городе Хаверхилл, штат Массачусетс. Хотя шёлк для галстуков «Brooks Brothers» завозится из Англии или Италии, их кроят и шьют в Лонг-Айленде и Нью-Йорке. Большая часть рубашек изготавливается на специализированной фабрике в Гарленде, штат Северная Каролина. «Brooks Brothers» также занимается издательством серии книг по этикету и стилю для леди и джентльменов. Под более элитным лейблом Golden Fleece (Золотое Руно) компания выпускает костюмы ручного пошива, которые полностью изготавливают на территории США.
В сентябре 2007 года генеральный директор «Brooks Brothers» Клаудио Дель Веккио объявляет запуск новой инновационной линии мужской и женской одежды под маркой Black Fleece (Черное Руно). Первым приглашенным разработчиком новой коллекции стал Том Браун — нью-йоркский дизайнер мужской одежды.

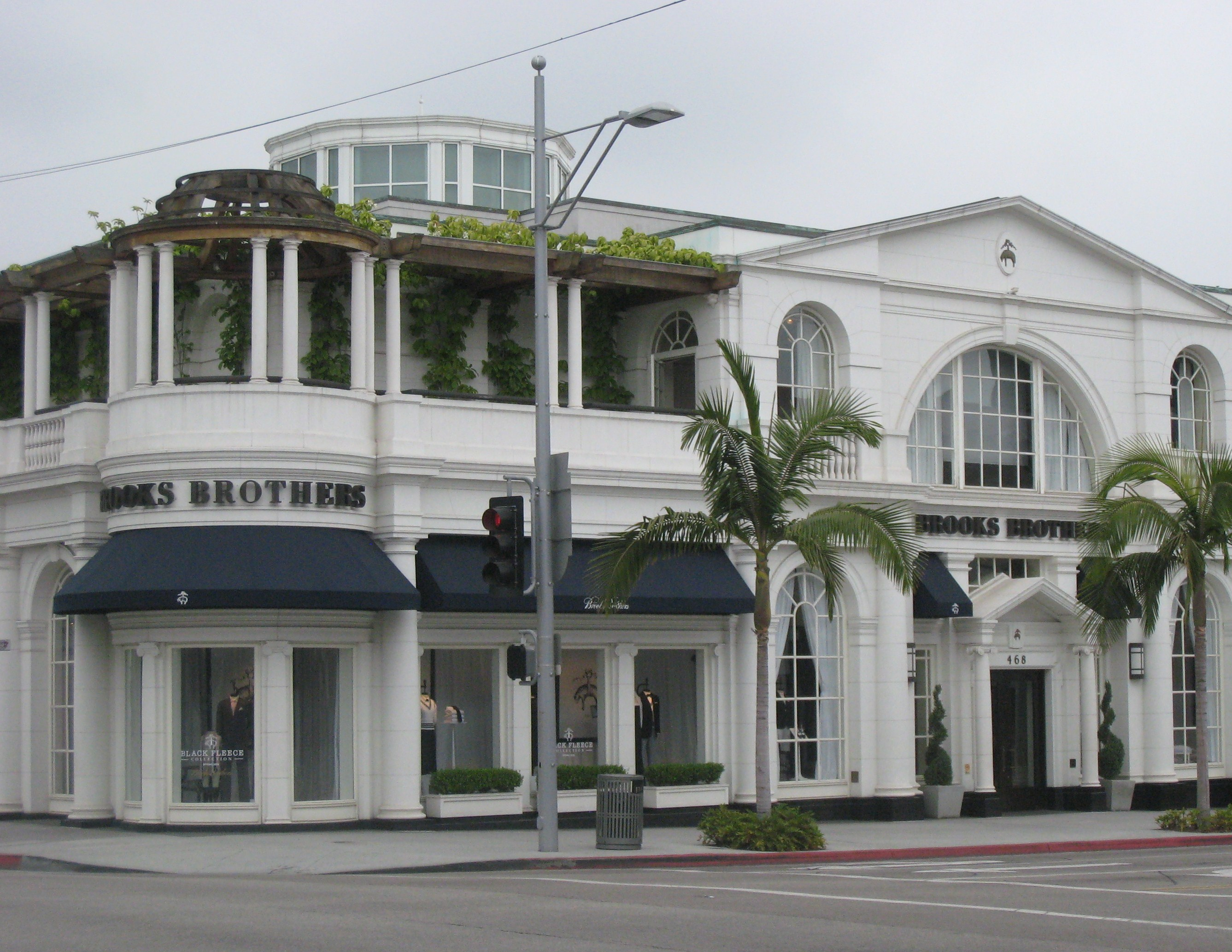
Магазин Brooks Brothers на Беверли-Хиллз, Калифорния

Принято считать, что с 1920-х по 1960-е «Brooks Brothers» были олицетворением стиля «Trad», для которого характерны свободная линия плеча и более свободный крой. Этот исконно американский стиль в пошиве одежды предполагает использование только обязательных элементов. Все наносное, временное и модное отрицалось. Тому Брауну удалось вернуть трэд-стиль в «Brooks Brothers» в начале нового тысячелетия. Его костюмы были ограничены серо-черной цветовой гаммой со строгим узким силуэтом. Никаких лишних деталей вроде носков или защипов на брюках.

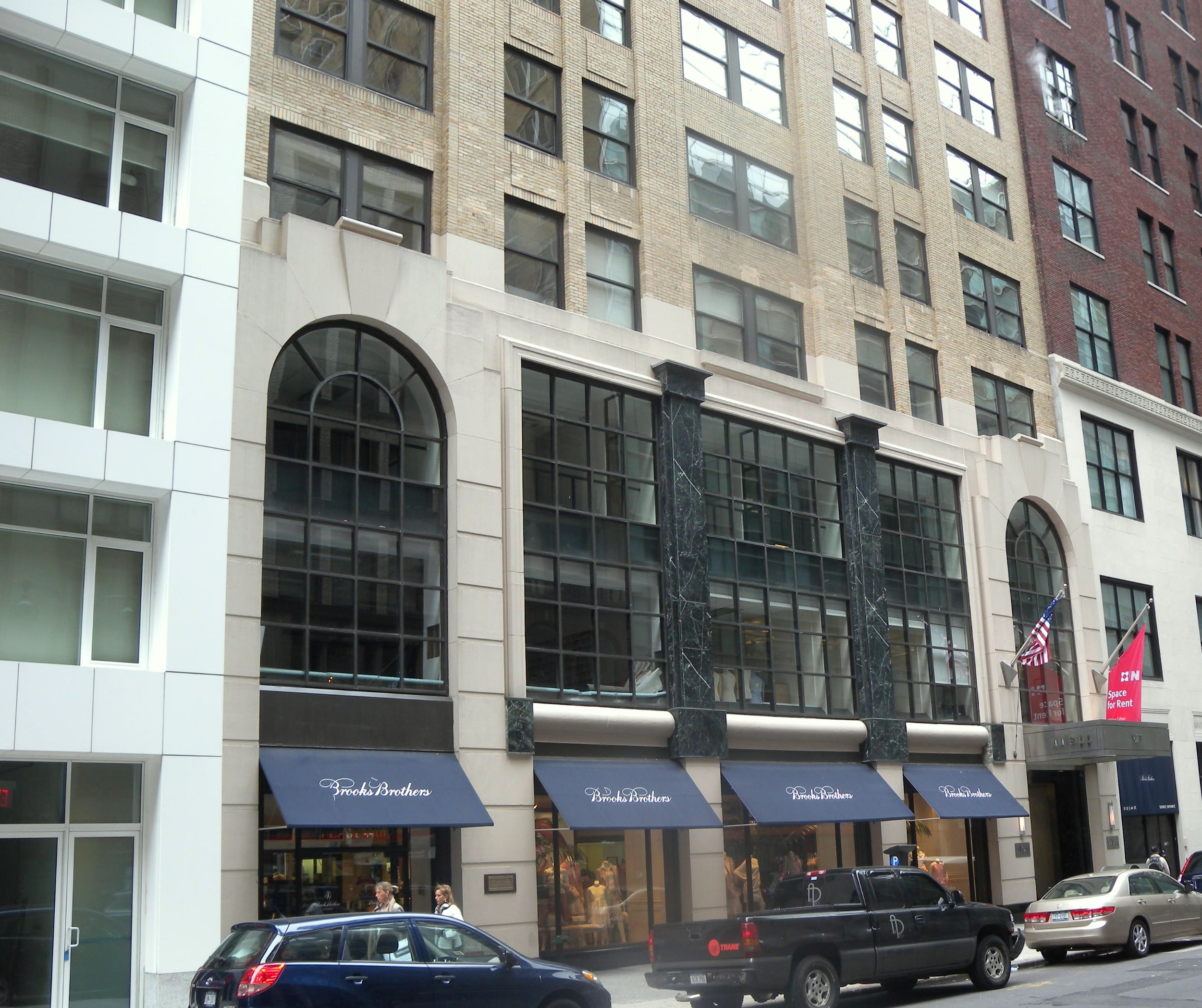
44th Street

Линия «Black Fleece» получила настолько колоссальный коммерческий успех, что уже зимой 2008 года «Brooks Brothers» открывают в Нью-Йорке первый монобрендовый бутик этой торговой марки.
В 2008 году компания начинает масштабную реконструкцию своего флагманского магазина на 346 Мэдисон-авеню. В январе 2009 года «Brooks Brothers» закрывает магазин на Пятой авеню, а через год — ещё несколько магазинов, в связи с всемирным финансовым кризисом. В 2010 году угроза закрытия нависает над колл-центром и службой поддержки клиентов.
В 2011 году ретейл-сеть «Brooks Brothers» насчитывает 210 магазинов в США и 70 в других странах, включая Японию, Китай, Тайвань, ОАЭ, Францию, Великобританию, Чили, Канаду, Италию, Мексику и Грецию. Главные магазины расположены в Манхэттене, Чикаго, Бостоне и Беверли-Хиллз.

## Инновационные изобретения
Хотя сегодня многие люди считают «Brooks Brothers» очень консервативным брендом, эта компания известна тем, что на протяжении всей своей истории внедрила на рынок одежды огромное количество новшеств.
В 1896 году Джон Брукс изобретает воротник на пуговицах (button-down), наблюдая за «непослушными» воротниками рубашек английских игроков в поло.
Кроме этого, благодаря «Brooks Brothers», в США узнали о европейских новинках одежды — розовых рубашках (для 1900 года это была сенсация), английских галстуках, пальто, тканях с рисунком «мадрас» и рисунком «аргайл», шотландских свитерах, одежде «Wash-and-Wear» (не нуждающейся в глажке после стирки) и множестве других инновационных для того времени решений.
В 2001 году марка внедряет в производство запатентованные методики снятия мерок. Новый способ применяется только для конструирования лекал для пошива костюма или рубашки. Компьютерное 3D сканирование позволяет определить около 200 параметров тела клиента, которые впоследствии используются в автоматизированной системе построения лекал.

## Факты
Компания «Brooks Brothers» с 1865 по 1998 гг. не выпускала костюмы чёрного цвета. Одним из известных клиентов компании был президент США Авраам Линкольн, который носил чёрный фрак, сшитый на заказ портными «Brooks Brothers». В 1865 году Линкольн был убит в театральной ложе, будучи одетым в такой фрак. С того момента в компании существовало табу на костюмы чёрного цвета.
Легендарный основатель одноимённой марки одежды Ральф Лорен начинал свою карьеру на должности продавца в магазине «Brooks Brothers» на Мэдисон-авеню. Впоследствии он получил права на использование торговой марки «Polo», которая принадлежала «Brooks Brothers». В наши дни это название известно широкой общественности благодаря рубашкам-поло.

## Известные клиенты

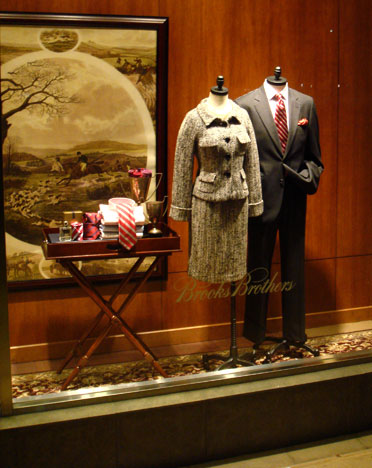
Магазин «Brooks Brothers»

Клиентами «Brooks Brothers» были легендарные личности и целые поколения известных семей — политики, президенты, голливудские звезды, спортсмены, представители искусства и военные герои.
Кларк Гейбл, Джимми Стюарт, Барри Фицджеральд, Нина Фош и Мария Рива — были клиентами компании в 1940-х годах.
Энди Уорхол предпочитал покупать и носить одежду «Brooks Brothers». По воспоминаниям современников, он всегда выглядел испачканным краской, с перекосившимся галстуком и развязанными шнурками на ботинках, с разноцветными носками — но всегда его одежда была с лейблами «Brooks Brothers».
Костюмы «Brooks Brothers» часто мелькают в кинофильмах — их носили Бен Аффлек в «Перл-Харбор», Уилл Смит в «Али», Дензел Вашингтон в фильме «Большие спорщики», Джордж Клуни в фильме «Мне бы в небо», а также множество других актёров в известных фильмах.
На своей второй инаугурации президент США Авраам Линкольн был одет в специально созданный для него фрак «Brooks Brothers». На подкладке фрака был вышит орел и надписью: «Одна страна, одна судьба».
Президент США Улисс Грант начал своё знакомство с «Brooks Brothers» во время гражданской войны, когда он заказал специальное обмундирование для Союза офицеров.
Многие другие президенты, в том числе Герберт Гувер, Теодор Рузвельт, Франклин Рузвельт, Джон Кеннеди, Ричард Никсон, Джеральд Форд, Джордж Буш-старший и Билл Клинтон, носили костюмы «Brooks Brothers».
В 2009 году, во время своей инаугурации, Барак Обама был одет в пальто, шарф и перчатки «Brooks Brothers».